# Posada del Corregidor
La Posada del Corregidor es una edificación ubicada en calle Corregidor Zañartu esquina Esmeralda, en el centro de la ciudad de Santiago, la capital de Chile. Fue declarada Monumento Nacional de Chile, en la categoría de Monumento Histórico, mediante el decreto supremo 3861 del 29 de octubre de 1970.

## Historia
Fue construida a mediados del siglo XVIII (Carlos Ossandón señala que habría sido edificada entre 1750 y 1765). En el siglo XIX, fue conocida como «La Filarmónica» debido al salón de baile que se instaló en la edificación en 1830.
En 1926 Darío Zañartu compró la propiedad, para convertirla en un lugar de recuerdos coloniales, y la denominó «Posada del Corregidor» en recuerdo del corregidor Luis Manuel de Zañartu, aunque no existiera relación con él. Darío Zañartu consiguió por parte del municipio de Santiago la creación de la plazoleta adyacente, y de la colocación de la pileta que adorna la plazoleta. La Posada del Corregidor se convirtió en centro de la vida bohemia santiaguina en los años 1930 y 1940, contando con un bar y salones de baile.
En 1979 fue adquirida por el Banco del Trabajo, entidad que restauró por completo el edificio y que en 1985 entregó en comodato al municipio de Santiago, que abrió el edificio como centro cultural costumbrista, donde se han realizado desde entonces exposiciones de arte y encuentros artísticos y literarios.
El terremoto de 2010 dejó el segundo piso con daños, dejándolo inhabilitado; a fines de 2012 se inició la restauración de la casa, que instalará un café literario y una nueva sala de arte subterránea.

## Descripción
El edificio es una casa de esquina de planta rectangular, con dos niveles. Cuenta con un balcón corrido soportado por canecillos tallados, y pilares que sostienen el techo. Presenta un pilar de esquina de piedra rosada, y su acceso principal se forma por dos portones gruesos que le dan entrada al primer nivel. Sus muros son de adobe y su cubierta de teja colonial.